# Hryhoriy Kriss
Hryhoriy Yakovych Kriss (ukrainien : Григорій Якович Крісс), né le 24 décembre 1940 à Kiev, est un escrimeur soviétique pratiquant l’épée.
Kriss s’entrainait avec le club de l’armée rouge à Kiev. Il a été membre de l’équipe nationale d’Union soviétique entre 1963 et 1973
Grigori Kriss a gagné plusieurs médailles aux championnats du monde à commencer par une médaille d’or à l’épée individuelle en 1971. Il a été aussi quatre fois sur le podium olympique en trois olympiades, remportant le titre suprême de champion olympique en 1964

## Palmarès
- Jeux olympiques
  -  Médaille d'or à l’épée individuelle aux Jeux olympiques de 1964 à Tokyo
  -  Médaille d'argent à l’épée individuelle aux Jeux olympiques de 1968 à Mexico
  -  Médaille d'argent à l’épée par équipe aux Jeux olympiques de 1968 à Mexico
  -  Médaille de bronze à l’épée par équipe aux Jeux olympiques de 1972 à Munich

- Championnats du monde
  -  Médaille d'or à l’épée individuelle aux Championnats du monde d'escrime 1971
  -  Médaille d'or à l’épée par équipe aux Championnats du monde d'escrime 1967
  -  Médaille d'or à l’épée par équipe aux Championnats du monde d'escrime 1969
  -  Médaille d'argent à l’épée individuelle aux Championnats du monde d'escrime 1967
  -  Médaille d'argent à l’épée par équipe aux Championnats du monde d'escrime 1966
  -  Médaille d'argent à l’épée par équipe aux Championnats du monde d'escrime 1971
  -  Médaille de bronze à l’épée par équipe aux Championnats du monde d'escrime 1965